# Psianka melonowa

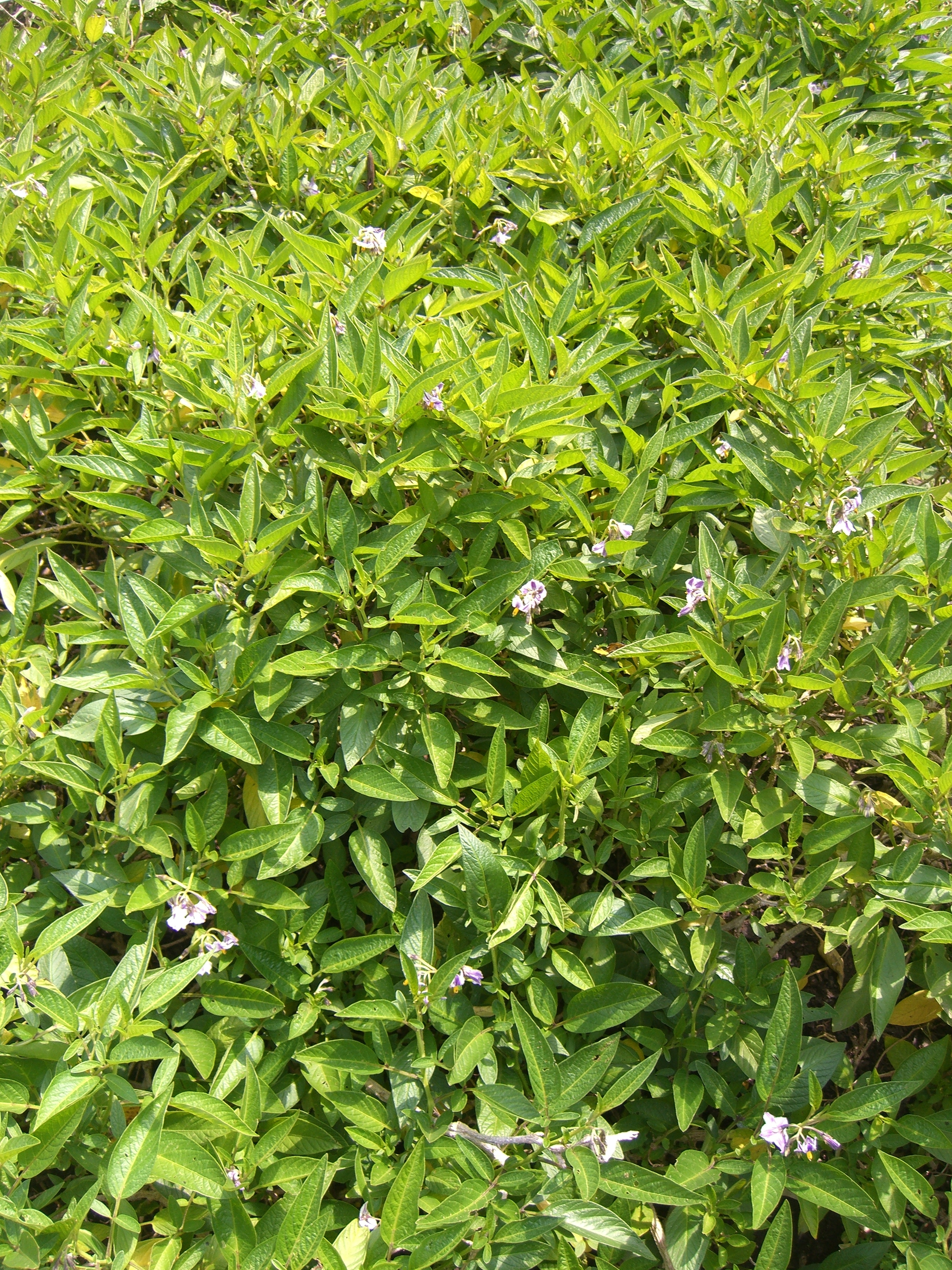
Uprawa pepino

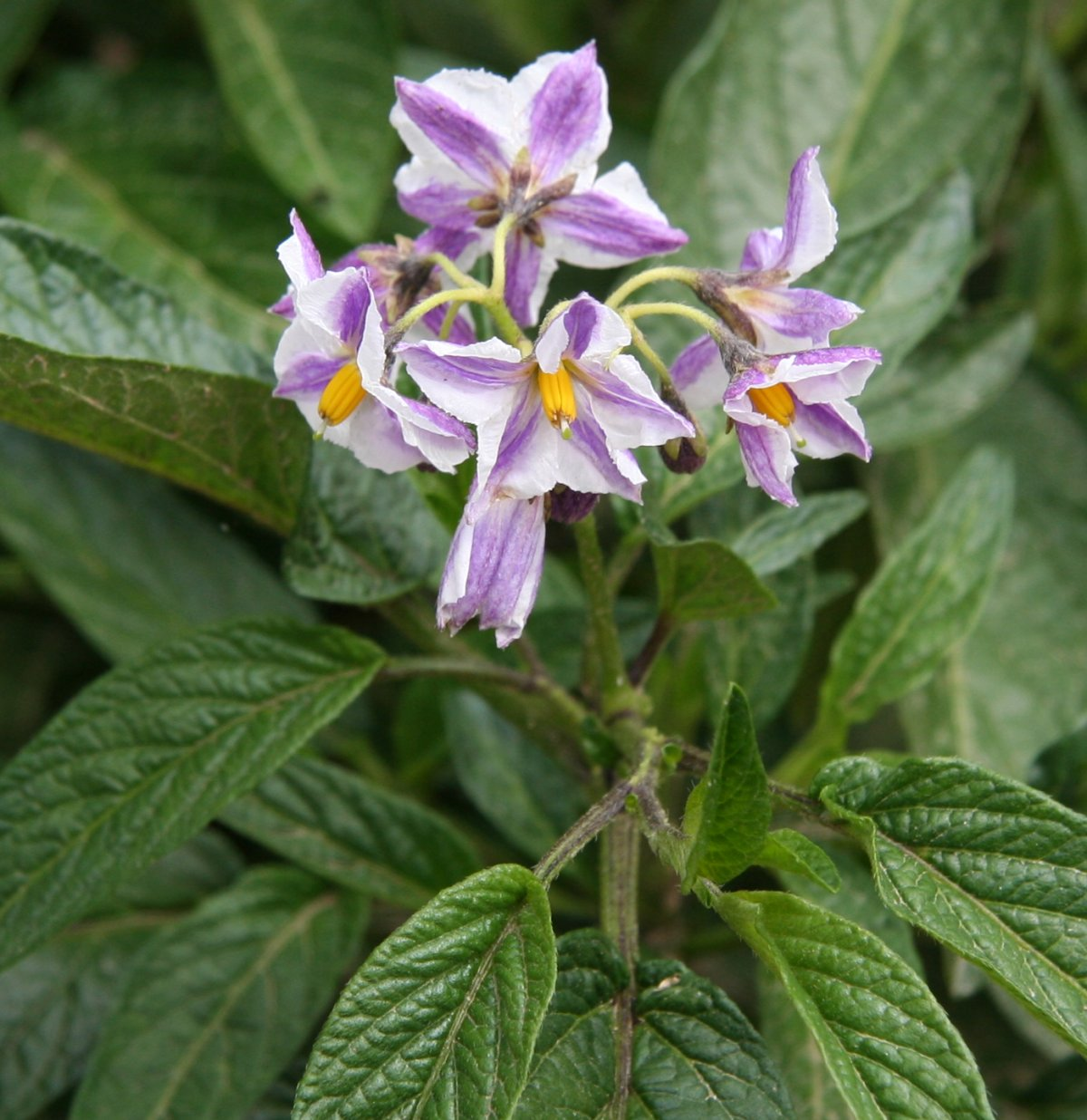
Kwiaty

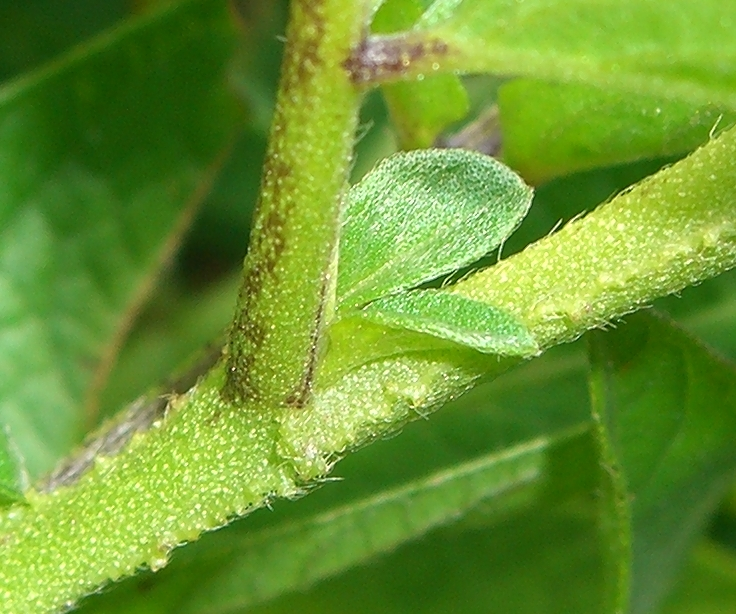
Łodyga

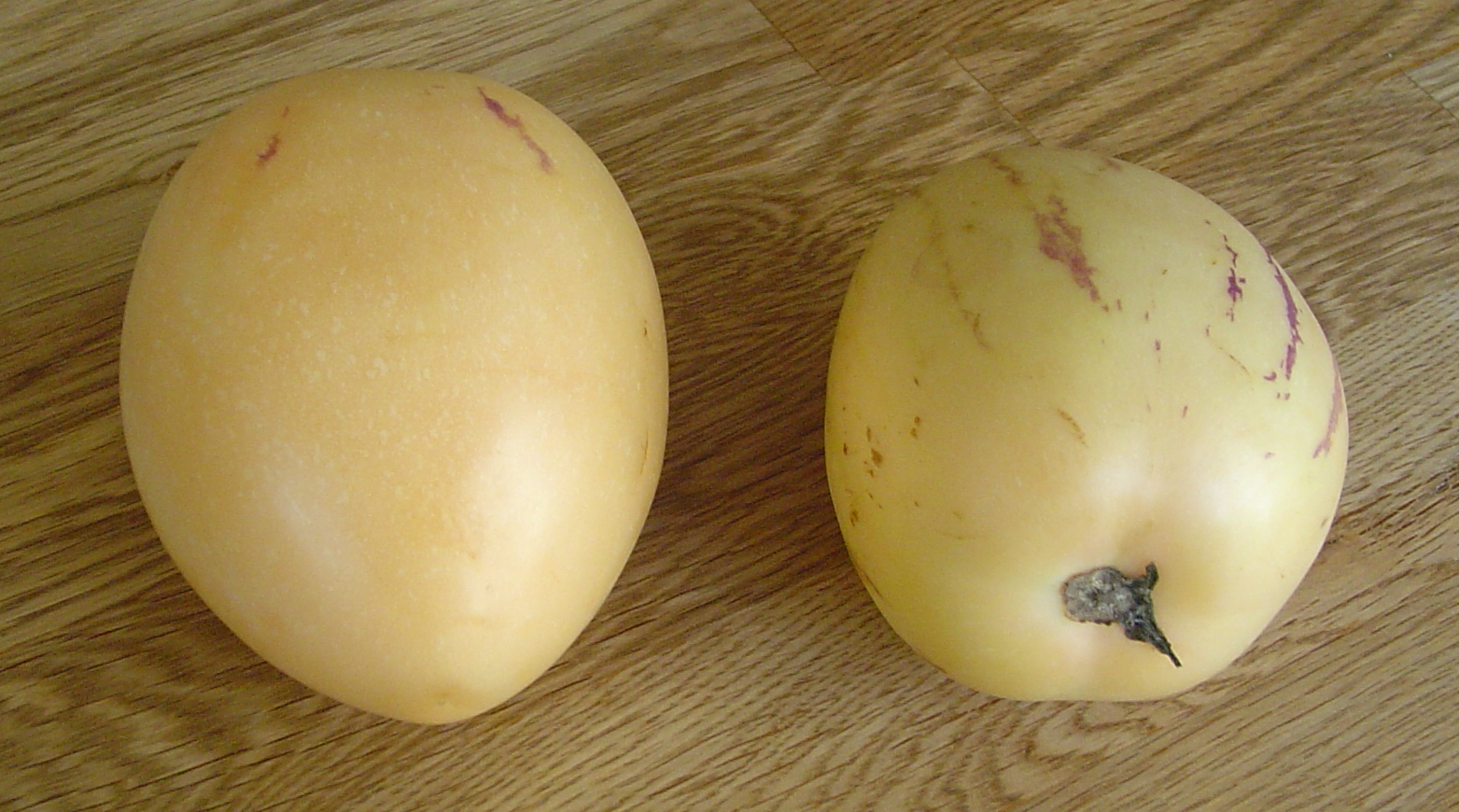
Owoce

Psianka melonowa, pepino (Solanum muricatum) – gatunek roślin z rodzaju psianka, należący do rodziny psiankowatych. Jest wiecznie zieloną byliną pochodzącą z Peru, uprawianą obecnie w całej strefie tropikalnej w górach, w strefie subtropikalnej i w szklarniach w cieplejszych regionach z klimatem umiarkowanym. Roślinę uprawia się ze względu na słodkie, jadalne owoce. 

## Morfologia
PokrójRośliny dorastają do wysokości 80 cm (do 200 cm w uprawie szklarniowej), łodygi silnie rozgałęzione.
KwiatyNiebiesko-fioletowe podobne do kwiatów ziemniaka, samopylne.
OwocJagoda o jajowatym kształcie i błyszczącej skórce w kolorze przechodzącym w miarę dojrzewania, od koloru żółtego do żółto-pomarańczowego z regularnymi fioletowymi pręgami. Miąższ dojrzałego owocu jest żółty, soczysty z bardzo intensywnym zapachem. Przy uprawie w gruncie owoc pepino może ważyć do 0,5 kg.

## Zastosowanie
Owoce spożywane na surowo są bogate w witaminy, szczególnie witaminę C. Owoce pepino są popularne w obrocie handlowym w Kolumbii, Ekwadorze, Boliwii, Peru i Chile, rzadziej za granicą, gdyż transport na większe odległości jest niemożliwy ze względu na małą odporność na uszkodzenia. W Nowej Zelandii i Chile podjęto próby wyhodowania odpornych, komercyjnych odmian pepino przeznaczonych na eksport.

## Uprawa
W Stanach Zjednoczonych psianki pepino uprawiane były już ok. roku 1889 w okolicy San Diego oraz w Santa Barbara od 1897 r. Pod koniec XX wieku w Nowej Zelandii wyhodowano odmiany pepino ekonomicznie bardziej opłacalne, co pozwoliło na wprowadzenie ich na rynek w Japonii, Europie i Ameryce Północnej. Uprawiane są w Maroku, Hiszpanii, w Izraelu i Kenii.
W warunkach naturalnych psianka pepino rośnie na różnych wysokościach: od poziomu morza do prawie 3000 m. Najlepsze wyniki w uprawie osiągane są jednak w klimacie ciepłym, wolnym od przymrozków. Roślina jest dość wytrzymała na krótkie przymrozki, może przetrwać niskie temperatury do ok. -2,5 °C. Gatunek jest byliną, jednak ze względu na wrażliwość na przymrozki, szkodniki i choroby, jest uprawiana jako roślina jednoroczna, podobnie jak ziemniaki w Polsce. Roślinę można uprawiać w gruncie, w szklarniach oraz w doniczkach. Szczególnie wydajne są uprawy szklarniowe, ponieważ roślina dorasta do 200 cm wysokości, dzięki czemu uzyskuje się plony ok. 2-3 razy większe, w porównaniu do upraw na zewnątrz w gruncie.
Są rozmnażane wegetatywnie przez sadzonki, ponieważ ukorzeniają się stosunkowo łatwo. Psianka uprawiana jest podobnie jak pomidory, zarówno jako gęste wolno stojące zarośla lub pojedyncze rośliny opierające się na kijach (w celu utrzymania wagi dość ciężkich owoców). Rośnie dość szybko, owoce dojrzewają w ciągu 4 do 6 miesięcy od posadzenia. Sadzonki muszą być regularnie odchwaszczane. Psiankę pepino można sadzić w różnych typach gleby, jednak do osiągnięcia wysokich plonów wymagane jest utrzymanie stałej wilgotności. Rośliny wykazują odporność na dłuższe okresy braku podlewania, ale susza zazwyczaj negatywnie wpływa na wielkość plonów. 
W Ameryce Południowej Solanum muricatum znane jest pod nazwą pepino dulce (z hiszp. słodkie pepino) lub w skrócie pepino. W Polsce dostępne są krzewy do uprawy w szklarniach lub pod folią pod nazwą 'Pepino gold' lub pod błędną nazwą botaniczną – melon gruszkowaty. Rośliny te nadają się również do uprawy domowej w doniczkach.